# 長峰山 (安曇野市)
長峰山（ながみねやま）は、長野県安曇野市明科にある山。安曇野の東に位置しており、南の光城山などとともに「東山」と呼ばれている。標高933.4m。

## 概要
犀川右岸沿いの地層が隆起したことにより形成され、長い峰が南北に続く。一帯には第三紀中新世の別所累層が露出しており、北端の城山からは有孔虫や魚類の鱗の化石が出土している。戦国時代には長峰山北端の尾根と入ノ沢の間の尾根沿いに塔ノ原城が築かれた。
頂上には展望台と三つの輪をつないだモニュメントが建っている。山頂の展望台からは正面に常念岳を中心とした飛騨山脈（北アルプス）の山々が、眼下には安曇野が一望できる。

## 登山
- 長峰荘コース（長峰荘登山口から山頂まで1時間10分）[1]
- 雲龍寺コース（雲龍寺登山口から山頂まで1時間45分）[1]

光城山との間には縦走路があり並行して林道が走っている。